# Дом грузчиков (Волгоград)
Дом гру́зчиков — здание, расположенное в Ворошиловском районе Волгограда по адресу ул. Рабоче-Крестьянская, 22. Дом грузчиков является одним из довоенных «домов специалистов», строившихся предприятиями для своих работников. Памятник архитектуры и градостроительства регионального значения.

## История
В начале 1930-х годов в Сталинграде имело место активное промышленное строительство, а также связанный с ним быстрый рост населения, в связи с чем остро встала проблема нехватки жилья как для специалистов, так и для рядовых работников. Для её решения предприятиями для своих сотрудников возводились крупные жилые дома — так в городе появились такие здания как Дом консервщиков, Дом коммунальников, Дом лётчиков и другие.
Одним из таких «домов специалистов» стал Дом грузчиков, построенный хозяйственным способом для работников сталинградского Речного порта. Строительство велось с 1935 по 1937 год по проекту архитекторов Коваленко и Летюшова. Помимо жилья в здании размещалось управление Речного порта, магазины пром- и культтоваров, хлебобулочный, а также парикмахерская и столовая. Сведения о том, что находилось на месте Дома грузчиков до его постройки отсутствуют.
Во время Сталинградской битвы в здании произошёл пожар, вследствие чего выгорели деревянные перекрытия и крыша. Восстановление велось по проекту архитектора А. В. Куровского с апреля 1945 по октябрь 1947 года. В ходе реконструкции Дом грузчиков сохранил свой довоенный внешний облик практически без изменений, однако жилые функции (за исключением одного подъезда) утратил и стал использоваться в основном для административных нужд, в частности, в нём продолжало размещаться управление Речного порта, кроме того, в здании располагался ресторан «Грузия». О жизни в послевоенном Доме грузчиков написал рассказ волгоградский писатель Валерий Белянский.
В 1997 году Дом грузчиков был признан памятником архитектуры и градостроительства регионального значения. В 2014 и 2018 годах в здании проводился капитальный ремонт. В настоящее время в Доме грузчиков работает несколько десятков различных организаций, часть здания занимает гостиница.

## Архитектура
Дом грузчиков расположен на пересечении улиц Рабоче-Крестьянской и Огарёва, что определило его Г-образную форму. Угол здания скруглён, акцентирован полукруглыми открытыми балконами-лоджиями и добавочным шестым этажом; остальное здание пятиэтажное. Такая форма угловых зданий являлась характерной архитектурной особенностью, активно тиражировавшейся в застройке Сталинграда 1930-х годов.
Во внешнем облике Дома грузчиков имеет место сочетание конструктивизма и элементов классической ордерной системы, что свойственно для архитектуры конца 1930-х годов, когда происходил переход от конструктивизма 20-х к неоклассицизму 40-х годов.